# Écoumène
 (décembre 2011).
Si vous disposez d'ouvrages ou d'articles de référence ou si vous connaissez des sites web de qualité traitant du thème abordé ici, merci de compléter l'article en donnant les références utiles à sa vérifiabilité et en les liant à la section « Notes et références ».
L'écoumène, ou œkoumène (prononcé : /e.ku.mɛn/ ; nom masculin, du grec ancien : οἰκουμένη / oikouménē, « habité »), est une notion géographique qui désigne l'ensemble des terres anthropisées (habitées ou exploitées par l'être humain). Elle s'oppose en ce sens à l'érème qui représente dès lors le reste de l'espace inhabité et non exploité. L'acception moderne du mot concerne généralement l'humanité entière, mais le mot a eu des sens plus limités, notamment dans la Grèce antique, où il renvoyait à la Terra cognita, la terre connue. 
Le terme est à nouveau utilisé aujourd'hui, particulièrement par le géographe Augustin Berque qui l'utilisait pour désigner la relation de l'humain à son milieu (relation sensible et concrète, symbolique et technique). Serge Valdinoci l'utilisa à son tour dans son exploration d'une théorie de l'habitat immanent de l'humain dans son univers sémantique (voir l'article europanalyse).
Dans l'Église catholique médiévale, le terme écoumène est utilisé pour désigner le monde dans sa totalité.

## Étymologie
En français le mot œkoumène vient du latin d'époque impériale oecumene « la terre habitée », lui-même emprunté au grec ancien, dans l'expression οἰκουμένη γῆ (oikouménē gé) qui signifie, « terre habitée », oikouménē étant un participe présent au féminin, pour s'accorder au substantif féminin γῆ gé. Mais dès l'Antiquité, on a sous-entendu le mot « terre », et oikouménē a ainsi été substantivé pour prendre le sens de « terre habitée, c'est-à-dire cultivée ou habitée », ou de « toute la terre, l'univers ».  
L'orthographe du mot n'est pas absolument fixée, et l'on rencontre écoumène ou œkoumène,, œcoumène ou œcumène[réf. souhaitée], ou encore oïcoumène, chez l'astrophysicien Jacques Blamont. Quant au genre d’œkoumène, il est en général masculin,, mais certains auteurs, comme Augustin Berque, l'emploient au féminin pour respecter le genre du mot grec originel

## Grèce antique
Grâce à ses observations et à ses mesures astronomiques, Ératosthène parvint à mesurer la circonférence du globe terrestre avec une précision étonnante, et à dresser une carte de sa partie habitée connue à l'époque. Comme le pensait avant lui Aristote, Ératosthène voit l'écoumène comme une île gigantesque, entourée par un océan unique, à la surface d'une Terre sphérique. Par la suite, Ptolémée tenta de cartographier l'écoumène dans son ouvrage intitulé Géographie.
Le tracé de la carte plane du monde, lointaine ancêtre de notre géographie, se faisait selon deux axes orthogonaux : la description métrique (correspondant à notre latitude moderne) et la description périégétique (la longitude). La description métrique, relativement précise, consistait à tracer le méridien de Méroé à Thulé, sur une longueur de 30 000 stades. La description périégétique était beaucoup moins précise, s'appuyant uniquement sur des matériaux hétéroclites (témoignages de périples). La carte d'Ératosthène était complétée par une description topographique et des remarques sur l'activité humaine et l'économie.
L'écoumène n'occupait qu'un quart de la surface du globe terrestre, s'étendant des colonnes d'Hercule à l'ouest aux colonnes d'Alexandre à l'est, sur une distance d'environ 120 à 180°.
Vers 220 av. J.-C., Ératosthène décrivait bien après Eudoxe et Aristote le globe terrestre divisé en cinq zones parallèles à l'équateur ou climats : la canicule, bande centrée sur l'équateur, deux calottes polaires (une à chacun des pôles), et deux zones tempérées, comprises entre la canicule et les calottes polaires.

## Usage philosophique
La notion d'écoumène englobe une réalité plus vaste que le simple ensemble des terres habitées. Le terme comprend aussi la relation de l'Homme à l'espace habité, une sorte d'englobant à la Karl Jaspers pour la géographie. Car la notion d'écoumène ne peut se détacher d'une réflexion ontologique : si l'être humain se crée avec sa temporalité (comme Bergson l'a montré), il se crée aussi avec sa spatialité, sa vision personnelle de l'espace qu'il s'approprie. Ainsi l'écoumène se détache de la simple géographie pour entrer de plain-pied dans la philosophie de l'être, comme s'est attaché à le montrer Augustin Berque dans son ouvrage Écoumène : Introduction à l’étude des milieux humains.
L'écoumène désignant le monde civilisé, il est envisageable que longtemps l'Occident ait découpé l'écoumène de la philosophie en en excluant la philosophie indienne, la philosophie chinoise et la philosophie japonaise. On retrouve cet usage du concept chez Bernard Stevens, qui le reprend pour sa part à Augustin Berque.

## Dans la littérature
Dans son œuvre en cinq volumes La Geste des Princes-Démons (1964-1981), l'écrivain américain de science-fiction Jack Vance (1916-2013) appelle Œcumène la portion civilisée et policée de notre galaxie, dont une large partie a été colonisée par l'espèce humaine dans ce lointain futur où se déroule le roman.
Le Cycle de l'Ékumen (1964-2002), également connu sous le titre Cycle de Hain, est un cycle de science-fiction composé de romans et de nouvelles, écrit par Ursula K. Le Guin (1929-2018).